# جان سوفاجيه
جان سُوفاجِيه (بالفرنسية: Jean Sauvaget)‏ ( 1318 - 1369ه‍ / 1901 - 1950 م ) هو مستشرق فرنسي عني بالتاريخ والآثار الإسلامية.